# Bahnhof Otjiwarongo
Der Bahnhof Otjiwarongo  (englisch Otjiwarongo Station) ist der einzige Bahnhof in der namibischen Stadt Otjiwarongo.
Der Bahnhof besteht aus einem Gebäude für den Personenverkehr sowie einem weiter nördlich gelegenen für den Güterverkehr. Vor dem Personenbahnhof steht die SAR (OMEG) No. 41, eine Dampflokomotive aus dem Jahr 1912.
Im Bahnhof zweigte die Bahnstrecke nach Outjo von der Hauptstrecke Kranzberg–Otavi ab. 

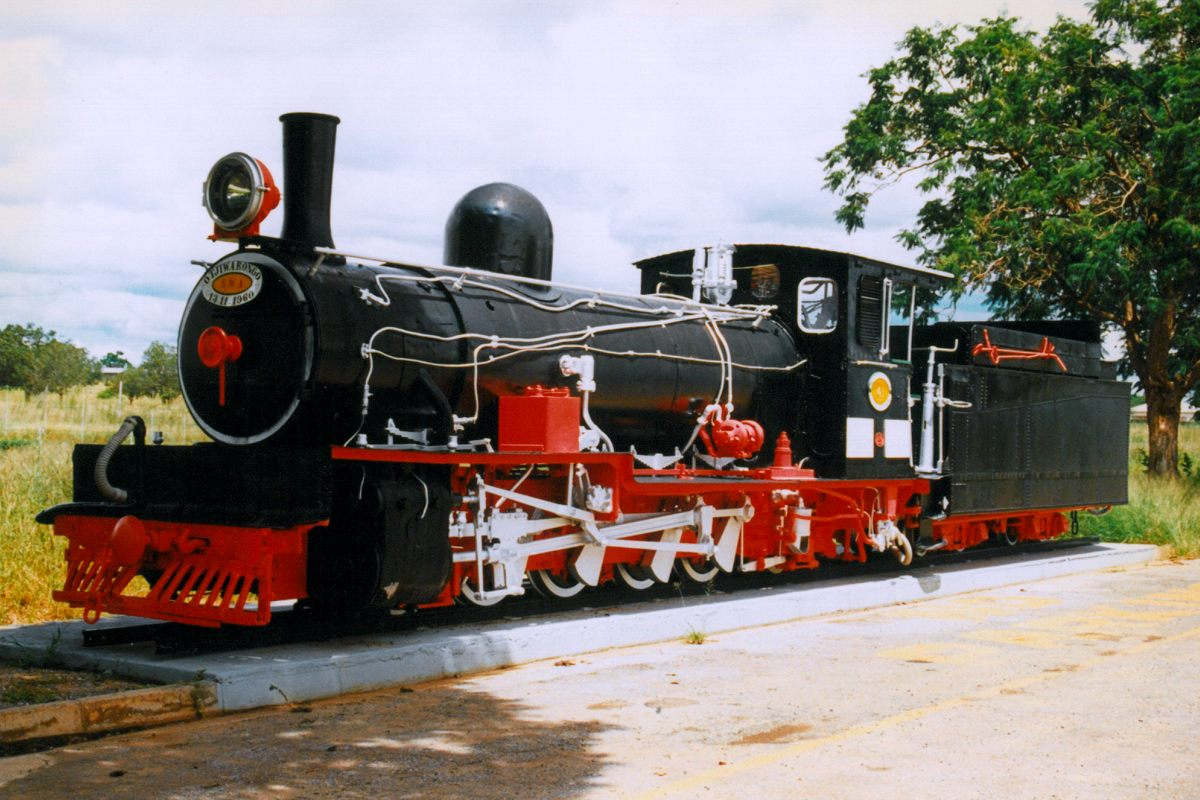
Dampflokomotive Nr. 41
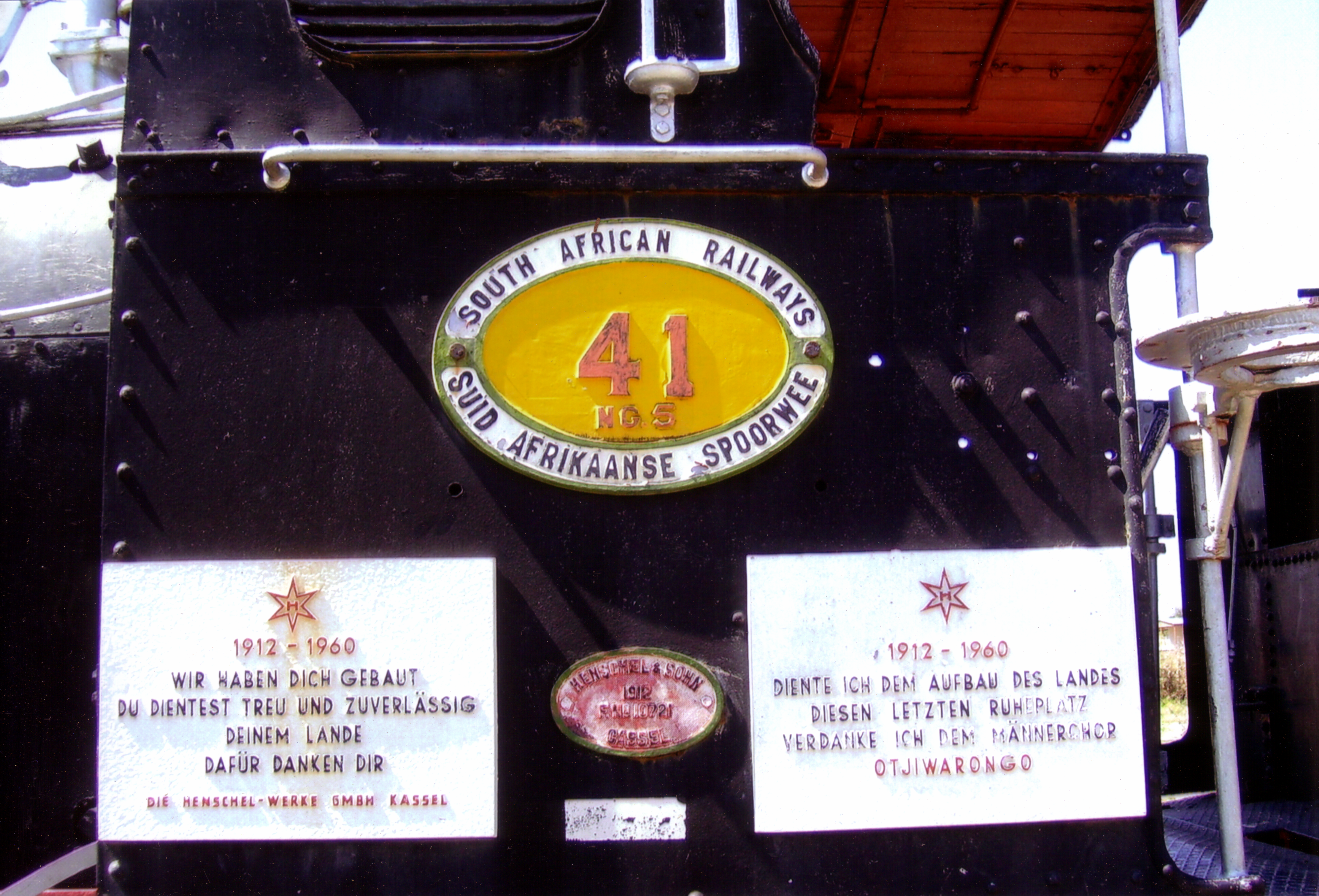
Dampflokomotive Nr. 41